# アイ・ガット・リズム変奏曲
『アイ・ガット・リズム変奏曲』（英：Variations on "I Got Rhythm"）は、ジョージ・ガーシュウィンが1933年から1934年にかけて作曲したピアノと管弦楽のための変奏曲。「わが兄アイラへ」献呈されている。

## 概要
ガーシュウィンは近くなったレオ・レイズマン・オーケストラとの演奏旅行に向けて、『ラプソディ・イン・ブルー』や『ピアノ協奏曲 ヘ調』に代わる新作を作曲した。作品の土台にはミュージカル『ガール・クレイジー』から彼のヒット曲である『アイ・ガット・リズム』の旋律が採られた。曲の大半はパームビーチでの3週間の休暇中に作曲され、ニューヨークへ戻った後の1934年1月6日に完成された。初演は1934年1月14日、ボストンのシンフォニーホールにおいてチャールズ・プレヴィンの指揮によって行われた。

## 楽曲構成
曲は4音からなる単純な五音音階を繰り返しつつ上昇するクラリネットに開始し、これが原曲の旋律を導く（譜例）。
ピアノが簡単にクラリネットへの応答を行ってから管弦楽が入ってくる。ピアノと管弦楽が歌の主題を提示し種々の変奏が続く。様式的にはワルツ、無調/セリエル音楽風、東洋風、ジャズ、声部の高低を入れ替えた変奏が置かれて、堂々と主題が再現された後、フィナーレとなる。

## 保全状況
2013年9月22日、音楽学的な総譜のクリティカル・エディションが刊行されると報じられた。ガーシュウィンの遺族がアメリカ議会図書館並びにミシガン大学と共同で、作曲者の真の意図を再現した楽譜を人々が手に取れるものにしようと作業を行っている。このクリティカル・エディションは原典版のオーケストレーションを復刻するものとなるはずであるが、歴史的録音に文脈を与えるべくウィリアム・シェーンフェルドが後に管弦楽編曲をやり直した版も収録されるのかどうかは判明していない。
ガーシュウィン・プロジェクト全体は30年から40年を要するものとなる可能性があり、『アイ・ガット・リズム変奏曲』の総譜の刊行時期は明らかになっていない。
一方、ドイツの出版社であるB-Note社が総譜の原稿をもとにガーシュウィン自身のオーケストレーションによる新しい版を出版している。